# Ein Leben (1980)
Ein Leben ist ein Kurzdokumentarfilm   von Helke Hoffmann (später Helke Misselwitz) an der  Hochschule für Film und Fernsehen der DDR, Potsdam-Babelsberg  aus dem Jahr 1980. Er erhielt mehrere Anerkennungen auf Filmfestivals.

## Inhalt

### Kurzfassung
"Aus Fotos und Briefen, von einer Müllhalde geborgen, rekonstruiert sie [Helke Misselwitz] das Leben einer Bäckersfrau und Witwe, die ihren Jungen vor der Hitlerjugend schützte und einer jüdischen Familie aus dem Hinterhaus half - aus dem Gefühl der Nächstenliebe, ohne politische Motivation. Auch nach dem Krieg engagierte sie sich nicht politisch; sie lebte, arbeitete und half: eine im Film der DDR, der oft sehr säuberlich in Täter, Opfer und Widerstandskämpfer unterschied, zumindest ungewöhnliche Biografie."

### Ausführliche Beschreibung
Auf einem eingefallenen Dachboden entdeckt die Regisseurin dieses Films persönliche Dokumente und Fotografien, die ihr Interesse wecken. Diese Unterlagen bilden den Grundstock dieser Dokumentation und werden immer wieder mit der Kamera aufgenommen. Dazu ertönen Schlagermelodien aus der ersten Hälfte der 1900er Jahre. Erste Erkundungen in der Umgebung ergeben, dass die gefundenen Sachen der ehemaligen Besitzerin einer Bäckerei gehörten, die für ihre Freundlichkeit und schmackhaften Backwaren bekannt war. Die Filmaufnahmen auf dem Dachboden sind in Farbe aufgenommen, während alle anderen Aufnahmen in Schwarzweiß gezeigt werden.
Maria Eckert kommt im Jahr 1901 als dritte von sechs Töchtern in Gerdauen, im ehemaligen Ostpreußen, zur Welt. Ihre Mutter bearbeitet ein Stück Land für den Rittergutsbesitzer und ihr Vater ist in einer Brauerei beschäftigt, die der Familie auch eine Werkswohnung zur Verfügung stellt. Maria absolviert die 8-Klassen-Schule und lernt anschließend den Beruf einer Kaltmamsell. Unter den Männern, die in den Ersten Weltkrieg ziehen, ist auch ein gewisser Ernst Bartel, mit dem sie sich im Alter von etwa 15 oder 16 Jahren verlobt. In den 1920er Jahren ziehen beide nach Berlin, wo der Bruder von Ernst eine Bäckerei besitzt. Vorübergehend arbeitet Ernst als Hilfswachmeisters bei der Polizei, bis er seine Maria heiratet und das Geschäft seines Bruders in der Frankfurter Allee übernimmt. Im Jahr 1927 kommt ihr Sohn Arno zur Welt. 
Zwei alte Damen, die gegenüber der Bäckerei und um die Ecke wohnen, haben nur die besten Erinnerungen daran. Das Haus mit dem Geschäft gibt es nicht mehr. Eine tägliche Öffnung des Ladens ist zu dieser Zeit normal und in den Urlaub wird nur getrennt gefahren. Auf Grund der wirtschaftlichen Lage verkaufen sie 1931 das Geschäft in der Frankfurter Allee und eröffnen ein neues in der Langenbeckstraße. Im Jahr 1935 nimmt sich Ernst Bartel das Leben, indem er den Gashahn aufdreht. Seine Spielschulden sind ihm über den Kopf gewachsen. Doch Maria lässt sich nicht unterkriegen und eröffnet am Traveplatz, in der Nähe der Frankfurter Allee, wieder eine Bäckerei. 
Über der ehemaligen Bäckerei, in der sich zum Zeitpunkt der Dreharbeiten die Werkstatt des Installateur-Meisters Rudolf Goldmann befindet, wohnt die Familie Ullrich, mit der Maria befreundet ist. Frau Ullrich, die Marie 1947 kennenlernt und jetzt in Berlin-Grünau lebt, beschreibt sie in einem Interview als eine blonde, attraktive Frau, die immer einen eleganten und gepflegten Eindruck macht. Im Geschäft arbeiten zwei Gesellen und der Sohn Arno, ein gelernter Konditor, der fast ausschließlich für die umliegenden Schulen in der Backstube tätig ist. Nach dem Zweiten Weltkrieg nimmt sie in ihrer Ein-Zimmer-Wohnung ihre Verwandten aus Ostpreußen auf, die von dort vertrieben wurden. Weiter erzählt Frau Ullrich, dass Marie Männer gern und viel geliebt hat. Viele Jahre lebt sie mit einem Kohlenvertreter zusammen, was sie aber nicht daran hindert, zwischendurch die eine oder andere Liebschaft zu haben, was häufig, bis zu seinem plötzlichen Tod, zu Eifersuchtsszenen führt.
Unter den Beileidsbekundungen zum Tod von Ernst Bartel im Jahr 1935 befindet sich auch ein Brief von Fritz Mulack. Bereits vier Wochen später nennt er sie Mariechen und schreibt, wie verliebt er in sie sei. Die nächsten Briefe werden mit der Feldpost verschickt. In einem dieser Briefe aus dem Jahr 1944 schreibt Fritz, dass er sich selbst einen Heimatschuss in die Hand gesetzt hat. Deshalb wird er vor ein Kriegsgericht gestellt und zu einem SS-Kommando strafversetzt. Das ist die letzte Information, die Maria von Fritz erreicht. Ein weiterer Mann in ihrem Leben ist der ehemalige Unteroffizier der Wehrmacht Hans Pietschke. Seine Briefe adressiert er immer an Frau Maria Pietschke, obwohl sie nie getraut wurden. Nach zehn Jahren wird dieser Mann von Maria vor die Tür gesetzt. Bei dieser Gelegenheit nimmt er ihr Sparbuch, inklusive eines Guthabens von 3000 Reichsmark, und mehrere Haushaltsgegenstände mit. Bei einem Rechtsanwalt liegen Zeugenaussagen vor, die bestätigen, dass er auch anderen Frauen die Ehe versprochen hat und sich bei denen in ähnlicher Form verabschiedet.
Kurz vor dem Kriegsende wird Marias Sohn, trotz eines schweren Augenleidens, zur Wehrmacht eingezogen, jedoch verschlechtert sich die Sehfähigkeit während seiner Tätigkeit als Ordonnanz, weshalb er hier abgelöst wird. Nach dem Krieg kehrt er zurück in das Bäckereigeschäft und lernt ein TBC-krankes Mädchen kennen. Beide heiraten, aber sterben kurz hintereinander. Dann will Maria ein Café am Traveplatz übernehmen, was aber von den Behörden abgelehnt wird. Da sie nun keine Lust mehr hat, gibt sie die Bäckerei auf und beginnt für die nächsten 12 Jahre als Verkäuferin in dem Geschäft für Schneidereibedarf des Mannes von Frau Ullrich zu arbeiten. Jetzt kann sie sich auch ihren großen Wunsch erfüllen und zieht in ein Häuschen im Grünen, wo sie sich, dank ihrer Naturverbundenheit, sehr wohl fühlt. Auch holt sie ihre Mutter zu sich, die dann bei ihr wohnt. Die letzten Jahre benötigt sie einen Rollstuhl, bis sie etwa 1974 oder 1975 stirbt.

## Produktion und Veröffentlichung
Ein Leben wurde von der Hochschule für Film und Fernsehen der DDR, Babelsberg als publizistisch-dokumentarische Filmübung des 2. Studienjahres auf ORWO-Color mit mehreren Schwarzweißfilm-Sequenzen auf 16-mm-Material gedreht. 
Die Premiere fand anlässlich des 3. Nationalen Festivals des Dokumentar- und Kurzfilms der DDR für Kino und Fernsehen in Neubrandenburg am 8. Oktober 1980 statt. Weitere Aufführungen gab es auf der Internationalen Leipziger Dokumentar- und Kurzfilmwoche am 26. November 1980 und bei den Westdeutschen Kurzfilmtagen in Oberhausen am 9. Mai 1981, auf denen er jeweils ausgezeichnet wurde.
Auch in späteren Jahren wurde der Film gezeigt, so  im Zeughauskino Berlin 2019, 2024 und 2025, im Haus der Kulturen der Welt in Berlin 2022 und auf dem FilmFestival Cottbus 2025.
Der Kurzfilm Ein Leben ist auf der DVD Babelsberger Freiheiten. Filme der Hochschule für Film und Ferndehen "Konrad Wolf" enthalten.
Helke Misselwitz verarbeitete das Leben von Maria Bartel auch in ihrem Diplomfilm Die fidele Bäckerin (1982), als Spielfilm.

## Auszeichnungen
- 1980: Ehrendiplom auf der Internationalen Leipziger Dokumentar- und Kurzfilmwoche für Kino und Fernsehen
- 1981: Ehrendiplom der Internationalen Jury bei den Westdeutschen Kurzfilmtagen Oberhausen und Empfehlung

## Kritik
Henryk Goldberg schrieb im Neuen Deutschland: 

„Dieser Film kann gut und gern auf das gönnerhafte Schutzschild „Studentenfilm“ verzichten, seine Qualität spricht für sich selbst. Helke Hoffmann erschließt das Bild eines Menschen, den der Zuschauer nie zu sehen bekommt, erschließt es aus Dokumenten, Briefen, Bildern. […] Die formale Originalität dieses Films, die Weise, in der Bild und Ton einander zugeordnet wurden, das Maß, in dem nostalgische Zitate ironisch gebrochen wurden, ohne die Heldin preiszugeben, waren schlichtweg beeindruckend.“